# Hyparrhenia
Die Pflanzengattung Hyparrhenia, für manche Arten wird auch der deutschsprachige Trivialname Kahngras verwendet, gehört zur Familie der Süßgräser (Poaceae). Die etwas mehr als 50 Arten hoher Gräser gedeihen hauptsächlich in offenen Savannen.

## Beschreibung

### Vegetative Merkmale
Die Hyparrhenia-Arten sind meistens ausdauernde (40 Arten), seltener einjährige (16 Arten) krautige Pflanzen. Diese Gräser bilden in der Regel keine (42 Arten), einige Arten kurze (12 Arten) oder nur 2 Arten lange Rhizome. Oft gibt es Stützwurzeln für die meist langen aufrechten Halme

### Generative Merkmale
Der Blütenstand besteht meist aus traubigen Teilblütenständen mit meist nur wenigen Ährchen, die paarig zusammenstehen und wiederum Teil einer vielfach verzweigten falschen Rispe mit darin enthaltenen Hüllblättern sind. Einer der beiden traubigen Teilblütenstände ist deutlich kürzer als der andere. Innerhalb der Teilblütenstände steht je ein sitzendes Ährchen mit langer Granne einem gestielten gegenüber, die Ährchen an der Basis sind jedoch anders gestaltet und an der Spitze stehen zwei gestielte Ährchen zu Seiten eines sitzenden Ährchens.
Innerhalb der Ährchen befindet sich nur eine einzige Blüte mit drei Staubblättern. Die Deckspelze dieser Blüte ist bei den sitzenden Ährchen begrannt, wobei die Granne sehr kräftig und gekniet ist.

## Systematik und Verbreitung
Die Gattung Hyparrhenia wurde 1886 durch Eugène Pierre Nicolas Fournier in seinem Werk Mexicanas plantas nuper a collectoribus expeditionis scientificae allatas. Band 2: 51, 67 veröffentlicht und als Autor wurde Nils Johan Andersson angegeben. Ein Synonym für Hyparrhenia Andersson ex E.Fourn. ist Dybowskia Stapf.
Die Gattung Hyparrhenia gehört zur Tribus Andropogoneae in der Unterfamilie der Panicoideae innerhalb der Familie der Süßgräser (Poaceae).
Alle Hyparrhenia-Arten kommen in Afrika vor, wobei der Verbreitungsschwerpunkt in den sudano-sambesischen Savannen liegt. Die Verbreitung von Hyparrhenia hirta reicht jedoch bis nach Südeuropa und über den nahen Osten bis Indien. Einige Arten reichen bis nach Australien, oder wurden, wie etwa Hyparrhenia rufa, ins tropische Amerika eingeführt. Hyparrhenia rufa wurde auch nach Hawaii als Weidegras eingeführt und verhält sich dort, insbesondere nach Feuern, als invasive Art. Das Gleiche gilt für Hyparrhenia hirta in Australien.
| Es gibt etwa 55 Hyparrhenia-Arten |
| - Hyparrhenia anamesa Clayton: Sie ist von Äthiopien bis zum Südlichen Afrika weitverbreitet. - Hyparrhenia andongensis (Rendle) Stapf: Sie kommt nur in Angola vor. - Hyparrhenia anemopaegma Clayton: Sie kommt nur in Sambia vor. - Hyparrhenia anthistirioides (Hochst. ex A.Rich.) Andersson ex Stapf (Syn.: Hyparrhenia quinqueplex (Steud.) Andersson, Hyparrhenia pseudocymbaria (Steud.) Stapf): Sie ist vom nordöstlichen tropischen Afrika und Tansania bis zum tropischen Südlichen Afrika weitverbreitet. - Hyparrhenia arrhenobasis (Hochst. ex Steud.) Stapf: Sie kommt in Äthiopien vor. - Hyparrhenia bagirmica (Stapf) Stapf: Sie kommt vom tropischen Westafrika bis zum Tschad vor. - Hyparrhenia barteri (Hack.) Stapf: Sie kommt vom tropischen Westafrika bis Tansania und Sambia vor. - Hyparrhenia bracteata (Humb. & Bonpl. ex Willd.) Stapf: Sie kommt im tropischen Afrika, von Mexiko bis ins tropische Südamerika, in Indochina und Neuguinea vor. - Hyparrhenia claytonii S.M.Phillips: Sie kommt in Äthiopien vor. - Hyparrhenia coleotricha (Steud.) Andersson ex Clayton: Sie kommt von Eritrea bis Tansania und im Jemen vor. - Hyparrhenia collina (Pilg.) Stapf: Sie kommt von Äthiopien bis Nigeria und KwaZulu-Natal vor. - Hyparrhenia confinis (Hochst. ex A.Rich.) Andersson ex Stapf: Sie kommt in drei Varietäten von Äthiopien bis zur Demokratischen Republik Kongo vor. - Hyparrhenia coriacea Mazade: Sie kommt in der Zentralafrikanischen Republik vor. - Hyparrhenia cyanescens (Stapf) Stapf: Sie kommt von tropischen Westafrika bis zum Tschad vor. - Hyparrhenia cymbaria (L.) Stapf: Sie kommt von Nigeria bis Eritrea und zum südlichen Afrika vor und außerdem auf den Komoren, Madagaskar und in Indien. - Hyparrhenia dichroa (Steud.) Stapf: Sie kommt von Dschibuti bis ins südliche Afrika vor. - Hyparrhenia diplandra (Hack.) Stapf: Sie kommt im tropischen Afrika, in Madagaskar, Sulawesi und vom südlichen China bis Indochina vor. - Hyparrhenia dregeana (Nees) Stapf ex Stent: Sie kommt auf der südwestlichen Arabischen Halbinsel und von Eritrea bis ins südliche Afrika vor. - Hyparrhenia dybowskii (Franch.) Roberty: Sie kommt im zentralen tropischen Afrika vor. - Hyparrhenia exarmata (Stapf) Stapf: Sie kommt von Mali bis Kenia vor. - Hyparrhenia familiaris (Steud.) Stapf: Sie ist im tropischen Afrika verbreitet. - Hyparrhenia figariana (Chiov.) Clayton: Sie kommt von Nigeria bis zum Süd-Sudan und Tansania vor. - Hyparrhenia filipendula (Hochst.) Stapf: Sie kommt in zwei Varietäten im tropischen und südlichen Afrika und vom tropischen und subtropischen Asien bis zum östlichen Australien und außerdem auf Madagaskar vor. - Hyparrhenia finitima (Hochst.) Andersson ex Stapf: Sie kommt von Äthiopien bis ins südliche Afrika und in Sierra Leone vor. - Hyparrhenia formosa Stapf: Sie kommt von Äthiopien bis Malawi und auf der südwestlichen Arabischen Halbinsel vor. - Hyparrhenia gazensis (Rendle) Stapf: Sie kommt vom Süd-Sudan bis ins südliche Afrika vor. - Hyparrhenia glabriuscula (Hochst. ex A.Rich.) Andersson ex Stapf: Sie ist vom tropischen Westafrika bis Äthiopien und von Tansania bis ins südliche tropische Afrika verbreitet. - Hyparrhenia gossweileri Stapf: Sie kommt von Tansania bis ins südliche tropische Afrika vor. - Hyparrhenia griffithii Bor: Sie kommt vom Sudan bis Sambia, auf Madagaskar und von Assam bis ins südwestliche Yunnan vor. - Hyparrhenia hirta (L.) Stapf: Sie kommt in Afrika und vom Mittelmeerraum bis Pakistan vor. - Hyparrhenia involucrata Stapf: Sie kommt in zwei Varietäten vom tropischen Westafrika bis zum Tschad vor. - Hyparrhenia madaropoda Clayton: Sie kommt vom Sudan bis ins südliche tropische Afrika vor. - Hyparrhenia mobukensis (Chiov.) Chiov.: Sie kommt von Äthiopien bis ins südliche tropische Afrika vor. - Hyparrhenia multiplex (Hochst. ex A.Rich.) Andersson ex Stapf: Sie kommt im Sudan und in Äthiopien vor. - Hyparrhenia neglecta S.M.Phillips: Sie kommt in Äthiopien vor. - Hyparrhenia newtonii (Hack.) Stapf: Sie kommt im tropischen und im südlichen Afrika, in Madagaskar und vom südöstlichen China bis Indochina und Neuguinea vor. - Hyparrhenia niariensis (Franch.) Clayton: Sie kommt von Kamerun bis Uganda und Sambia vor. - Hyparrhenia nyassae (Rendle) Stapf: Sie kommt im tropischen und im südlichen Afrika, auf Madagaskar und in Indochina vor. - Hyparrhenia papillipes (Hochst. ex A.Rich.) Andersson ex Stapf: Sie kommt von Äthiopien bis ins östliche tropische Afrika, auf der südwestlichen Arabischen Halbinsel und auf Madagaskar vor. - Hyparrhenia pilgeriana C.E.Hubb.: Sie kommt von Äthiopien bis KwaZulu-Natal vor. - Hyparrhenia pilosa Mazade: Sie kommt in der Zentralafrikanischen Republik vor. - Hyparrhenia poecilotricha (Hack.) Stapf: Sie kommt im tropischen und im südlichen Afrika vor. - Hyparrhenia praetermissa Veldkamp: Sie kommt im südwestlichen Sulawesi vor. - Hyparrhenia quarrei Robyns: Sie kommt auf der südwestlichen Arabischen Halbinsel und von Nigeria bis Eritrea und bis in das südliche Afrika vor. - Hyparrhenia rudis Stapf: Sie kommt im tropischen und im südlichen Afrika und in Madagaskar vor. - Hyparrhenia rufa (Nees) Stapf: Sie kommt im tropischen und im südlichen Afrika, auf Inseln des westlichen Indischen Ozeans und vom südlich-zentralen China bis Indochina vor. - Hyparrhenia schimperi (Hochst. ex A.Rich.) Andersson ex Stapf: Sie kommt von Äthiopien bis ins südliche Afrika und auf Madagaskar vor. - Hyparrhenia smithiana (Hook. f.) Stapf: Sie kommt vom tropischen Westafrika bis zum Tschad vor. - Hyparrhenia subplumosa Stapf: Sie kommt im tropischen Afrika vor. - Hyparrhenia tamba (Hochst. ex Steud.) Andersson ex Stapf: Sie kommt von Eritrea bis ins südliche Afrika vor. - Hyparrhenia tuberculata Clayton: Sie kommt in Äthiopien vor. - Hyparrhenia umbrosa (Hochst.) Andersson ex Clayton: Sie kommt von Nigeria bis Kamerun, vom Süd-Sudan bis ins östliche tropische Afrika, im südlichen Afrika und auf den Komoren vor. - Hyparrhenia variabilis Stapf: Sie kommt von Äthiopien bis ins südliche Afrika, im Jemen und auf Madagaskar vor. - Hyparrhenia violascens (Stapf) Clayton: Sie kommt von Burkina Faso bis zum Tschad vor. - Hyparrhenia welwitschii (Rendle) Stapf: Sie kommt im tropischen Afrika und auf den Komoren vor. - Hyparrhenia wombaliensis (Vanderyst ex Robyns) Clayton: Sie kommt im westlichen und zentralen tropischen Afrika vor. |

## Nutzung
Einige Hyparrhenia-Arten werden in Afrika für Matten, Zäune und auch zum Decken von Strohdächern verwendet (daher auch der englische Name thatching grass). Außerdem spielt die Gattung Hyparrhenia in vielen tropischen und subtropischen Regionen eine wichtige Rolle als Weidegras.